# فريفين كابيل
فريفين كابيل (بالفرنسية: Frévin-Capelle)‏ هي بلدية تقع في إقليم باد كاليه من منطقة نور با دو كاليه في شمال فرنسا. تبلغ مساحة هذه المدينة 3.59 (كم²)، وترتفع عن سطح البحر 93 م، يبلغ عدد سكانها 434 نسمة حسب إحصاء المعهد الوطني للإحصاء والدراسات الاقتصادية سنة 2009 م. وترأس Philippe Carton البلدية خلال فترة (2008-2014).